# Suburra
Pour plus de détails, voir Fiche technique et Distribution.
Suburra est un film franco-italien réalisé par Stefano Sollima et sorti en 2015. Inspiré par le roman du même titre par Carlo Bonini et Giancarlo De Cataldo, il dévoile, sur fond de blanchiment d'argent, de trafic de drogue et de prostitution, la corruption au sein de la vie politique italienne ainsi que la lutte pour le pouvoir au sein de la mafia alors que le Vatican est affaibli.
Le titre fait allusion au quartier pauvre et populeux de Subure (Suburra en latin) dans la Rome antique.

## Synopsis
En novembre 2011, une bataille politique et criminelle a lieu pour la conquête d'Ostie, ville balnéaire située près de Rome et destinée à devenir un paradis des jeux de hasard, dans la lignée de Las Vegas. Cela va impliquer le gouvernement italien, le Vatican et la mafia et divers personnalités comme le député Filippo Malgradi, Numéro 8 (chef d'une famille criminelle qui gère le territoire), Sebastiano (un jeune organisateur d'événements), divers religieux corrompus ainsi que des chefs mafieux rivaux comme le vieillissant « Samourai » ou le violent et émergeant Manfredi Anacleti. Ce dernier représente la faction la plus crainte du crime organisé à Rome. Tous révèlent un système de corruption, d'illégalité endémique et ramifiée. Mais cela ne va pas durer, car la démission du Premier Ministre provoquera l'apocalypse dans ces milieux.

## Fiche technique
Sauf indication contraire, les informations mentionnées dans cette section peuvent être confirmées par la base de données cinématographiques IMDb,  présente dans la section « Liens externes ».
- Titre original : Suburra
- Réalisation : Stefano Sollima
- Scénario : Giancarlo De Cataldo, Carlo Bonini, Sandro Petraglia, Stefano Rulli, d'après le roman Suburra de Carlo Bonini et Giancarlo De Cataldo
- Musique : M83
- Décors : Paki Meduri
- Costumes : Veronica Fragola
- Photographie : Paolo Carnera
- Montage : Patrizio Marone
- Thème : Outro de M83
- Production : Marco Chimenz, Gina Gardini, Giovanni Stabilini, Riccardo Tozzi

Coproducteur : Nicolas Eschbach, Éric Névé
Producteurs délégués : Gianluca Leoncini
- Sociétés de production : Cattleya, Rai Cinema, La Chauve Souris, Cofinova 11
- Distribution : 01 Distribution (Italie), Haut et Court (France), Indie Sales (monde)
- Pays de production :  Italie,  France
- Langues originales : italien et romanesco
- Durée : 130 minutes
- Budget : 7 millions d'euros
- Format : Couleur - 2.35:1 - 35 mm / son Dolby Digital
- Genre : Film de gangsters
- Dates de sortie[1] :
  - Italie : 14 octobre 2015
  - France, Suisse : 9 décembre 2015
- Classification[2] :
  - États-Unis : T
  - France : interdit aux moins de 16 ans

## Distribution
- Pierfrancesco Favino (VF : Laurent Larcher) : Filippo Malgradi
- Greta Scarano (VF : Marie Donnio) : Viola
- Jean-Hugues Anglade (VF : Lui-même) : le cardinal Berchet
- Elio Germano (VF : Jean-Christophe Dollé) : Sebastiano
- Alessandro Borghi (VF : Thibault Lacour) : Aureliano Adami, dit « Numéro 8 »
- Giulia Elettra Gorietti (VF : Nastassja Girard) : Sabrina
- Lidia Vitale : l'épouse de Malgradi
- Claudio Amendola (VF : Jean-Michel Fête) : « Samurai »
- Yulia Kolomiets : Jelena
- Adamo Dionisi (VF : Henri Carballido) : Manfredi Anacleti
- Svetlana Kevral : Rumena
- Giacomo Ferrara (VF : François Santucci) : Alberto “Spadino” Anacleti
- Antonello Fassari : le père de Sebastiano
- Alberto Testone : Luce

## Production

### Genèse et développement
Le personnage de Samurai s'inspire de Massimo Carminati[réf. nécessaire].
L'affiche et la bande annonce du film ont été dévoilées le 25 août 2015.

## Musique
La bande originale est composée par M83.
Liste des titres
- Outro
- Wait
- Midnight City
- Sister (Part I)
- Sister (Part II)
- In the Cold I'm Standing
- Waves, Waves, Waves
- My Own Strange Path
- Bruits de Train
- We Own the Sky
- On a White Lake Near a Green Mountain
- By the Kiss
- Violet Tree

## Sortie

### Accueil critique
En France, le site Allociné propose une moyenne de 3,6⁄5, d'après l'interprétation de 12 critiques de presse.

## Adaptation télévisée
En octobre 2015, une série télévisée inspirée par le film est annoncée. La série sera produite par Cattleya et Netflix en collaboration avec la Rai. Cette série de dix épisodes sur la criminalité organisée est la première création italienne sur Netflix. Elle sera distribuée sur Netflix en 2017 et sera ensuite diffusée sur la Rai.